# Laguna de Caratasca
Laguna de Caratasca är en lagun i Honduras.   Den ligger i departementet Departamento de Gracias a Dios, i den östra delen av landet, 400 km öster om huvudstaden Tegucigalpa.